# Cruzeiro (Distrito Federal)
Cruzeiro, amtlich portugiesisch Região Administrativa de Cruzeiro (RA XI), ist eine Verwaltungsregion der Bundeshauptstadt Brasília mit 63.883 Einwohnern 7 km westlich vom Stadtzentrum im brasilianischen Bundesdistrikt. Die Verwaltungsregion grenzt an SIA, Brasília und Sudoeste/Octogonal an. Die Verwaltungsregion umfasst Cruzeiro Velho, mit dessen Bebauung im Jahr 1958 begonnen wurde und wo sich Staatsbedienstete aus der alten Hauptstadt Rio de Janeiro ansiedelten und Cruzeiro Novo das in den 70er Jahren errichtet wurde. 2003 wurden Sudoeste und Octogonal als eigene Verwaltungsregion Sudoeste/Octogonal abgetrennt.

## Verwaltung
Administrator der Verwaltungsregion ist Paulo Henrique Ramos Feitosa.